# Volleybal op de Paralympische Zomerspelen 2020 (vrouwen)
Het volleybaltoernooi voor vrouwen tijdens de Paralympische Zomerspelen 2020 in Tokio 
vond plaats in de Makuhari Messe waar tevens het mannentoernooi werd georganiseerd. 
Het toernooi bestond uit een groepsfase en een eindronde. De acht deelnemende teams waren verdeeld in twee groepen van vier. Binnen elke groep werd een halve competitie gespeeld waarna de beste twee teams van elke groep doorgingen naar de halve finales. Vanaf daar werd via een knockoutsysteem gespeeld, met een troostfinale om de derde plaats te bepalen.

## Gekwalificeerden
| Toernooi                                          | Datum                  | Locatie   | Plaatsen | Gekwalificeerd       |
| ------------------------------------------------- | ---------------------- | --------- | -------- | -------------------- |
| Gastland                                          | –                      | –         | 1        | Japan                |
| 2018 Wereldkampioenschap ParaVolleybal            | 15 – 21 july 2018      | Den Haag  | 2        | RPC Verenigde Staten |
| ParaVolley kampioenschappen Azië-Oceanië 2019     | 10 – 15 juny 2019      | Bangkok   | 1        | China                |
| Europese Kampioenschappen ParaVolley vrouwen 2019 | 15 – 20 july 2019      | Boedapest | 1        | Italië               |
| Parapan-Amerikaanse Spelen 2019                   | 23 – 28 augustus 2019  | Lima      | 1        | Brazilië             |
| Afrikaanse Kampioenschappen ParaVolley 2019       | 19 – 22 september 2019 | Kigali    | 1        | Rwanda               |
| Paralympisch kwalificatietoernooi ParaVolley 2020 | 25 – 29 februari 2020  | Halifax   | 1        | Canada               |
| Totaal                                            |                        |           | 8        |                      |

### Selecties
| Brazilië Gizele Maria Dias Nurya Silva Nathalie Silva Edwarda Dias Ana Luísa Aparecida Jani Freitas Luiza Guisso Fiorese Adria Silva Camila Leiria Bruna Nascimento Lima Pâmela Pereira Laiana Rodrigues | Canada Anne Fergusson Julie Anne Kozun Payden Faith Olsen Angelena Dolezar Danielle Ellis Jennifer Oakes Heidi Peters Felicia Voss-Shafiq Amber Skyrpan Jolan Wong Katelyn Wright | China Gao Wenwen Gong Bin Hu Huizi Lyu Hongqin Qiu Junfei Tang Xuemei Wang Li Wang Yanan Xu Yixiao Zhang Lijun Zhang Xufei Zhao Meiling | Italië Giulia Aringhieri Raffaela Battaglia Giulia Bellandi Silvia Biasi Francesca Bosio Eva Ceccatelli Sara Cirelli Sara Desini Roberta Pedrelli Alessandra Vitale Flavia Barigelli Francesca Fossato        |
| | | | |
| Japan Sachie Akakura Sachie Takei Mikiko Sumitomo Yukari Tanaka Junko Fujii Satoko Kikuchi Michiyo Nishiie Shiori Ogata Mamiko Osada                                                                     | RPC ? | Rwanda Marie Louise Mugirwanake Hosiana Mulisa Chantal Mutuyimana Claudine Bazubagira Carine Kwizera Liliane Mukobwankawe Claudine Murebwayire Zaninka Nikuze Sandrine Nyirambarushimana Solange Nyiraneza Agnes Nyiranshimiyimana Clementine Umutoni | Verenigde Staten Whitney Dosty Heather Erickson Annie Flood Kathryn Holloway Kaleo Kanahele Maclay Monique Matthews Nichole Millage Emma Schieck Alexis Shifflett Lora Webster Jillian Williams Bethany Zummo |

## Groepsfase
| Legenda kleuren in de tabellen |
| ------------------------------ |
| Door naar de halve finales     |
| Spelen om de 5de plaats        |
| Spelen om de 7de plaats        |

### Groep A
Stand
| # | Ploeg    | Punten | Wedstrijden | Wedstrijden | Wedstrijden | Spelpunten | Spelpunten | Spelpunten | Sets | Sets | Sets  |
| # | Ploeg    | Punten | G           | W           | V           | W          | V          | Ratio      | W    | V    | Ratio |
| - | -------- | ------ | ----------- | ----------- | ----------- | ---------- | ---------- | ---------- | ---- | ---- | ----- |
| 1 | Brazilië | 3      | 3           | 0           | 3           | 9          | 3          | 3.000      | 289  | 237  | 1.219 |
| 2 | Canada   | 3      | 2           | 1           | 2           | 8          | 4          | 2.000      | 278  | 243  | 1.144 |
| 3 | Italië   | 3      | 1           | 2           | 1           | 5          | 6          | 0.833      | 227  | 232  | 0.978 |
| 4 | Japan    | 3      | 0           | 3           | 0           | 0          | 9          | 0.000      | 143  | 225  | 0.636 |

Wedstrijden
Alle tijden zijn lokale tijd (UTC +9:00).
| Datum      | Tijd  |          | Score |          | Set 1 | Set 2 | Set 3 | Set 4 | Set 5 |
| ---------- | ----- | -------- | ----- | -------- | ----- | ----- | ----- | ----- | ----- |
| 27-08-2021 | 10:00 | Japan    | 0 – 3 | Italië   | 23–25 | 11–25 | 10–25 |       |       |
| 27-08-2021 | 18:30 | Brazilië | 3 – 2 | Canada   | 21–25 | 26–24 | 25–20 | 27–29 | 17–15 |
| 29-08-2021 | 14:00 | Italië   | 1 – 3 | Canada   | 16–25 | 14–25 | 25–15 | 18–25 |       |
| 29-08-2021 | 20:30 | Japan    | 0 – 3 | Brazilië | 13–25 | 16–25 | 16–25 |       |       |
| 01-09-2021 | 10:00 | Brazilië | 3 – 1 | Italië   | 23–25 | 25–17 | 25–16 | 25–21 |       |
| 01-09-2021 | 20:30 | Canada   | 3 – 0 | Japan    | 25–19 | 25–15 | 25–20 |       |       |

### Groep B
Stand
| # | Ploeg            | Punten | Wedstrijden | Wedstrijden | Wedstrijden | Spelpunten | Spelpunten | Spelpunten | Sets | Sets | Sets  |
| # | Ploeg            | Punten | G           | W           | V           | W          | V          | Ratio      | W    | V    | Ratio |
| - | ---------------- | ------ | ----------- | ----------- | ----------- | ---------- | ---------- | ---------- | ---- | ---- | ----- |
| 1 | China            | 3      | 3           | 0           | 3           | 9          | 0          | MAX        | 226  | 137  | 1.650 |
| 2 | Verenigde Staten | 3      | 2           | 1           | 2           | 6          | 3          | 2.000      | 213  | 163  | 1.307 |
| 3 | Russische ploeg  | 3      | 1           | 2           | 1           | 3          | 6          | 0.500      | 181  | 180  | 1.006 |
| 4 | Rwanda           | 3      | 0           | 3           | 0           | 0          | 9          | 0.000      | 85   | 225  | 0.378 |

Wedstrijden
Alle tijden zijn lokale tijd (UTC +9:00).
| Datum      | Tijd  |                  | Score |                  | Set 1 | Set 2 | Set 3 | Set 4 | Set 5 |
| ---------- | ----- | ---------------- | ----- | ---------------- | ----- | ----- | ----- | ----- | ----- |
| 28-08-2021 | 14:00 | Verenigde Staten | 3 – 0 | Rwanda           | 25–11 | 25–9  | 25–11 |       |       |
| 28-08-2021 | 20:30 | China            | 3 – 0 | Russische ploeg  | 25–20 | 25–16 | 25–14 |       |       |
| 30-08-2021 | 10:00 | Rwanda           | 0 – 3 | Russische ploeg  | 9–25  | 9–25  | 12–25 |       |       |
| 30-08-2021 | 18:30 | Verenigde Staten | 0 – 3 | China            | 17–25 | 22–25 | 24–26 |       |       |
| 01-09-2021 | 14:00 | China            | 3 – 0 | Rwanda           | 25–6  | 25–10 | 25–8  |       |       |
| 01-09-2021 | 18:30 | Russische ploeg  | 0 – 3 | Verenigde Staten | 19–25 | 15–25 | 22–25 |       |       |

## Knock-outfase
Alle tijden zijn lokale tijd (UTC +9:00).

### 7de plaats
| Datum      | Tijd  |       | Score |        | Set 1 | Set 2 | Set 3 | Set 4 | Set 5 |
| ---------- | ----- | ----- | ----- | ------ | ----- | ----- | ----- | ----- | ----- |
| 03-09-2021 | 13:30 | Japan | 0 – 3 | Rwanda | 19–25 | 21–25 | 22–25 |       |       |

### 5de plaats
| Datum      | Tijd  |        | Score |                 | Set 1 | Set 2 | Set 3 | Set 4 | Set 5 |
| ---------- | ----- | ------ | ----- | --------------- | ----- | ----- | ----- | ----- | ----- |
| 03-09-2021 | 15:30 | Italië | 1 – 3 | Russische ploeg | 25–22 | 23–25 | 23–25 | 14–25 |       |

### Finales
|  | Halve finale     | Halve finale     | Halve finale | Halve finale | Halve finale | Halve finale | Halve finale     |                  |          | Finale       | Finale       | Finale       | Finale       | Finale       | Finale       | Finale       |
|  |                  |                  |              |              |              |              |                  |                  |          |              |              |              |              |              |              |              |
|  | Brazilië         | Brazilië         | 19           | 11           | 23           |              |                  |                  |          |              |              |              |              |              |              |              |
|  | Verenigde Staten | Verenigde Staten | 25           | 25           | 25           |              |                  |                  |          |              |              |              |              |              |              |              |
|  | Verenigde Staten | Verenigde Staten | 25           | 25           | 25           |              | Verenigde Staten | Verenigde Staten | 25       | 25           | 22           | 25           |              |              |              |              |
|  |                  |                  |              |              |              |              |                  | Verenigde Staten | 25       | 25           | 22           | 25           |              |              |              |              |
|  |                  | China            | China        | 12           | 20           | 25           | 19               |                  |          |              |              |              |              |              |              |              |
|  | China            | China            | China        | 12           | 20           | 25           | 19               | 25               | 25       | 25           |              |              |              |              |              |              |
|  | China            | China            |              |              |              |              |                  | 25               | 25       | 25           |              |              |              |              |              |              |
|  | Canada           | Canada           | 18           | 20           | 15           |              |                  |                  |          | Derde plaats | Derde plaats | Derde plaats | Derde plaats | Derde plaats | Derde plaats | Derde plaats |
|  |                  |                  |              |              |              |              |                  |                  | Brazilië | Brazilië     | 25           | 24           | 26           | 25           |              |              |
|  |                  |                  |              |              |              |              |                  |                  |          | Canada       | Canada       | 15           | 26           | 24           | 14           |              |

#### Halve finales
| Datum      | Tijd  |          | Score |                  | Set 1 | Set 2 | Set 3 | Set 4 | Set 5 |
| ---------- | ----- | -------- | ----- | ---------------- | ----- | ----- | ----- | ----- | ----- |
| 03-09-2021 | 18:30 | Brazilië | 0 – 3 | Verenigde Staten | 19–25 | 11–25 | 23–25 |       |       |
| 03-09-2021 | 20:30 | China    | 3 – 0 | Canada           | 25–18 | 25–20 | 25–15 |       |       |

#### Bronzen finale
| Datum      | Tijd  |          | Score |        | Set 1 | Set 2 | Set 3 | Set 4 | Set 5 |
| ---------- | ----- | -------- | ----- | ------ | ----- | ----- | ----- | ----- | ----- |
| 04-09-2021 | 18:30 | Brazilië | 3 – 1 | Canada | 25–15 | 24–26 | 26–24 | 25–14 |       |

#### Finale
| Datum      | Tijd  |                  | Score |       | Set 1 | Set 2 | Set 3 | Set 4 | Set 5 |
| ---------- | ----- | ---------------- | ----- | ----- | ----- | ----- | ----- | ----- | ----- |
| 05-09-2021 | 18:30 | Verenigde Staten | 3 – 1 | China | 25–12 | 25–20 | 22–25 | 25–19 |       |

## Klassement
| rang   | land             |
| ------ | ---------------- |
| Goud   | Verenigde Staten |
| Zilver | China            |
| Brons  | Brazilië         |
| 4      | Canada           |
| 5      | Russische Ploeg  |
| 6      | Italië           |
| 7      | Rwanda           |
| 8      | Japan            |

### Medaillewinnaars
| Goud | Zilver | Brons |
| --- | --- | --- |
| Verenigde Staten Whitney Dosty Heather Erickson Annie Flood Kathryn Holloway Kaleo Kanahele Maclay Monique Matthews Nichole Millage Emma Schieck Alexis Shifflett Lora Webster Jillian Williams Bethany Zummo | China Gao Wenwen Gong Bin Hu Huizi Lyu Hongqin Qiu Junfei Tang Xuemei Wang Li Wang Yanan Xu Yixiao Zhang Lijun Zhang Xufei Zhao Meiling | Brazilië Gizele Maria Dias Nurya Silva Nathalie Silva Edwarda Dias Ana Luísa Aparecida Jani Freitas Luiza Guisso Fiorese Adria Silva Camila Leiria Bruna Nascimento Lima Pâmela Pereira Laiana Rodrigues |

1. ↑  De namen van de speelsters van de Russische ploeg, ontbreekt op de website van het IPC